# باول مك فاي
باول مك فاي (بالإنجليزية: Paul McVeigh)‏ هو لاعب كرة قدم بريطاني في مركز الهجوم، ولد في 6 ديسمبر 1977 في بلفاست في المملكة المتحدة. شارك مع منتخب أيرلندا الشمالية تحت 21 سنة لكرة القدم ومنتخب أيرلندا الشمالية لكرة القدم. أما مع النوادي، فقد لعب مع توتنهام هوتسبير ونادي بيرنلي ونادي لوتون تاون ونورويتش سيتي.